# Kolari
Pour les articles homonymes, voir Kolari (homonymie).
Kolari est une municipalité du nord-ouest de la Finlande, en Laponie.

## Géographie
La commune fait face à la commune suédoise de Pajala, de l'autre côté de la Torne et de son affluent la Muonio, par-dessus laquelle un pont permet le franchissement de la frontière. Elle est de plus bordée par les municipalités finlandaises de Muonio au nord, Kittilä et Rovaniemi à l’est et Pello au sud. Le village centre est situé à 170 km de Rovaniemi et 320 km d'Oulu.
Kolari constitue le point le plus au nord du réseau ferroviaire finlandais. La commune est en outre traversée par la nationale 21 (E08) qui suit la vallée de la Torne, puis de la Muonio selon un axe sud-nord.

## Démographie
Depuis 1980, la démographie de Kolari a évolué comme suit :
| Année      | 1980  | 1985  | 1990  | 1995  | 2000  | 2005  |
| ---------- | ----- | ----- | ----- | ----- | ----- | ----- |
| population | 4 905 | 5 043 | 4 721 | 4 486 | 3 981 | 3 828 |

| Année      | 2010  | 2015  | 2020  |
| ---------- | ----- | ----- | ----- |
| population | 3 839 | 3 848 | 3 844 |

## Politique et administration

### Conseil municipal
Les sièges des 21 conseillers municipaux sont répartis comme suit:
| Parti     | Parti                                 | Sièges 2021–2025 |
| --------- | ------------------------------------- | ---------------- |
|           | Parti social-démocrate de Finlande    | 1                |
|           | Vrais Finlandais                      | 0                |
|           | Parti du centre                       | 5                |
|           | Ligue verte                           | 0                |
|           | Alliance de gauche                    | 4                |
|           | Kolarin kylät ja tunturit yhteislista | 5                |
|           | Kolari 21 yhteislista                 | 6                |
| Sources : |                                       |                  |

## Lieux et monuments
On trouve à Kolari la station de ski d'Ylläs-Äkäslompolo, une des plus importantes stations du pays, et la partie sud du Parc national de Pallas-Yllästunturi qui s'est fortement agrandi en 2005.

## Personnalités
- Oiva Arvola, auteur
- Sari Havas, actrice
- Susanna Heikki, chanteuse
- Markku Koskenniemi, conseiller
- Niilo Koskenniemi, député
- Eemeli Lakkala, député
- Simo Rundgren, député
- Leonard Pietari Tapaninen, député
- Pertti Teurajärvi, skieur

## Galerie

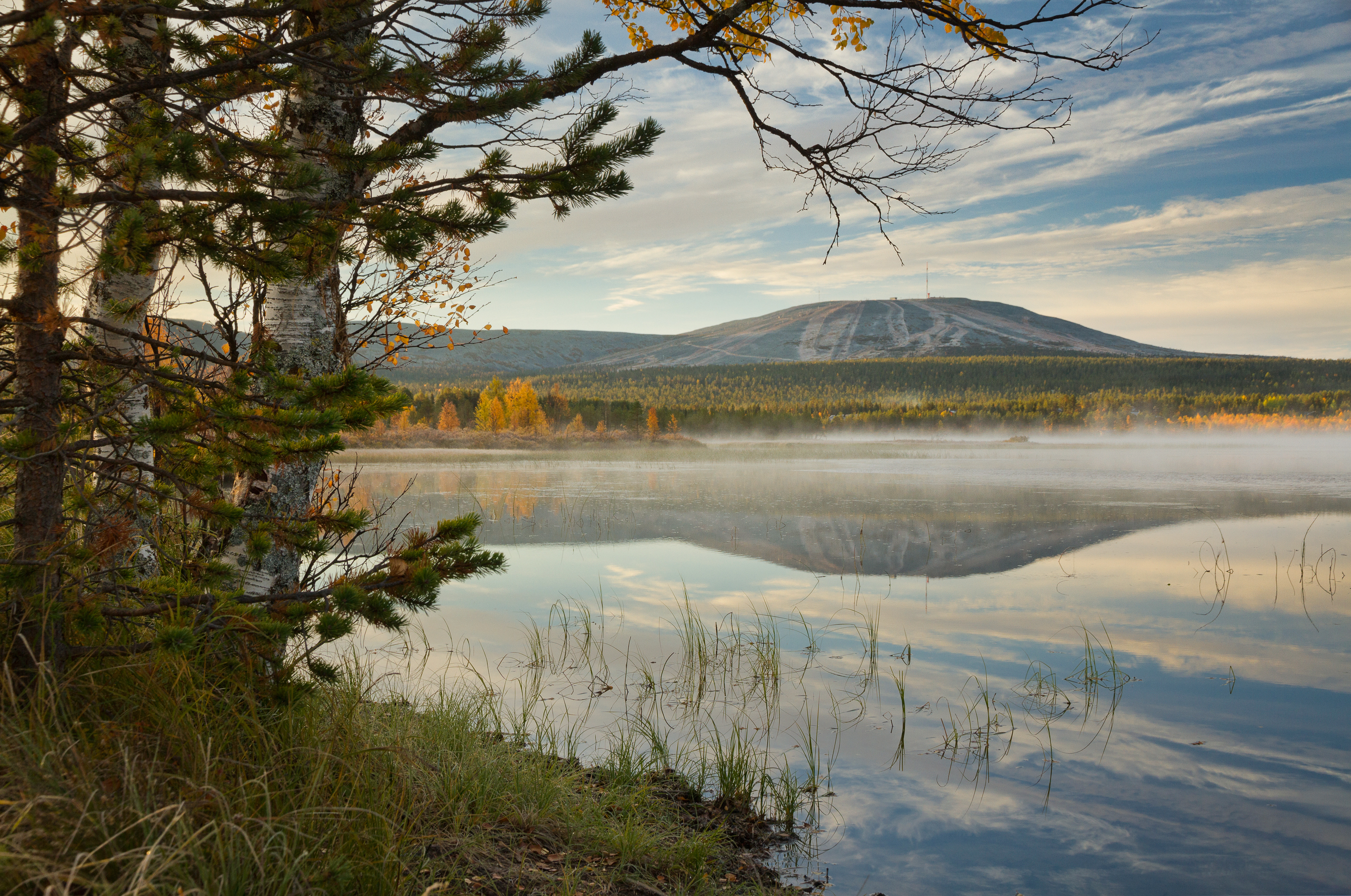
Le lac Äkäslompolo à Kolari[5].
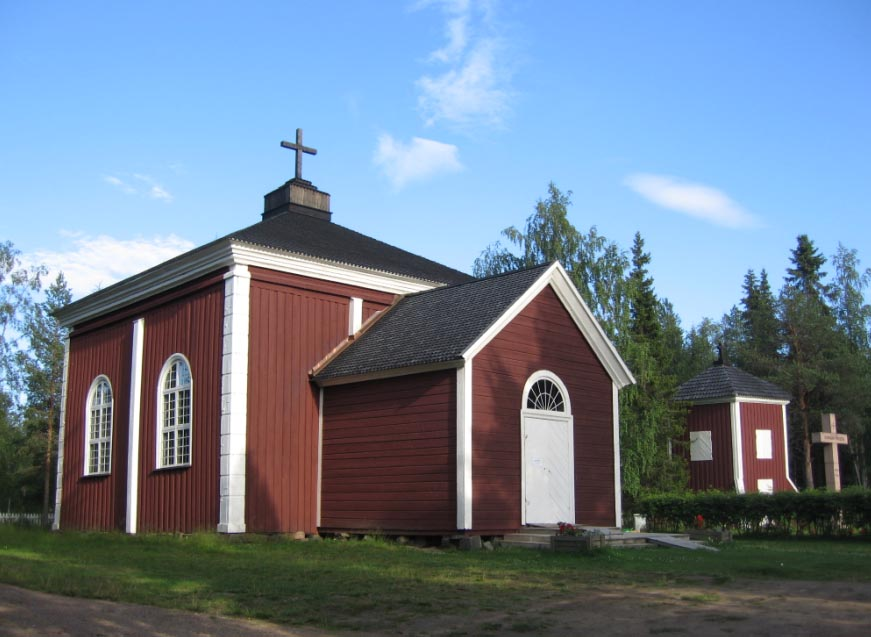
L'église de Kolarinsaari.
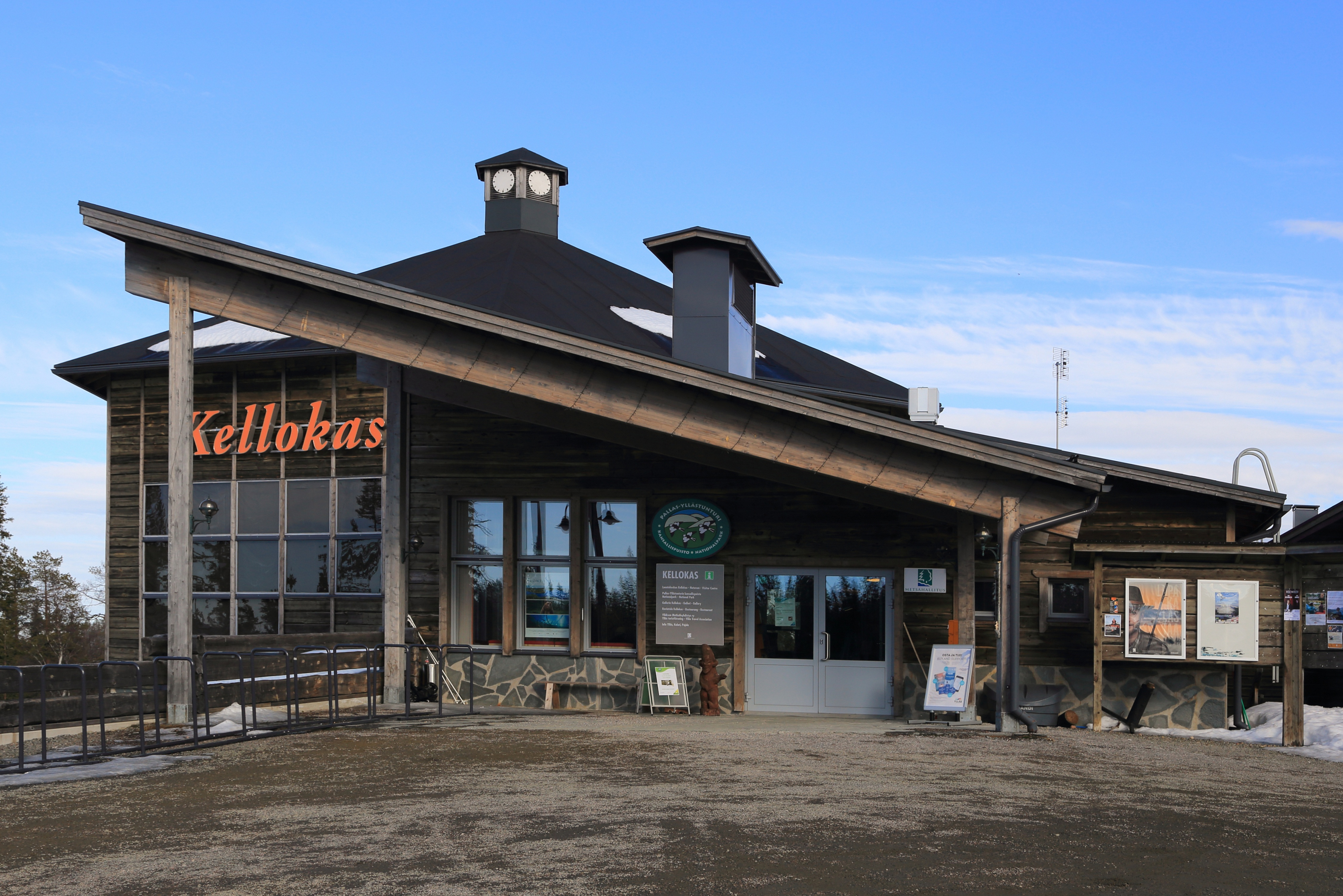
Kellokas.

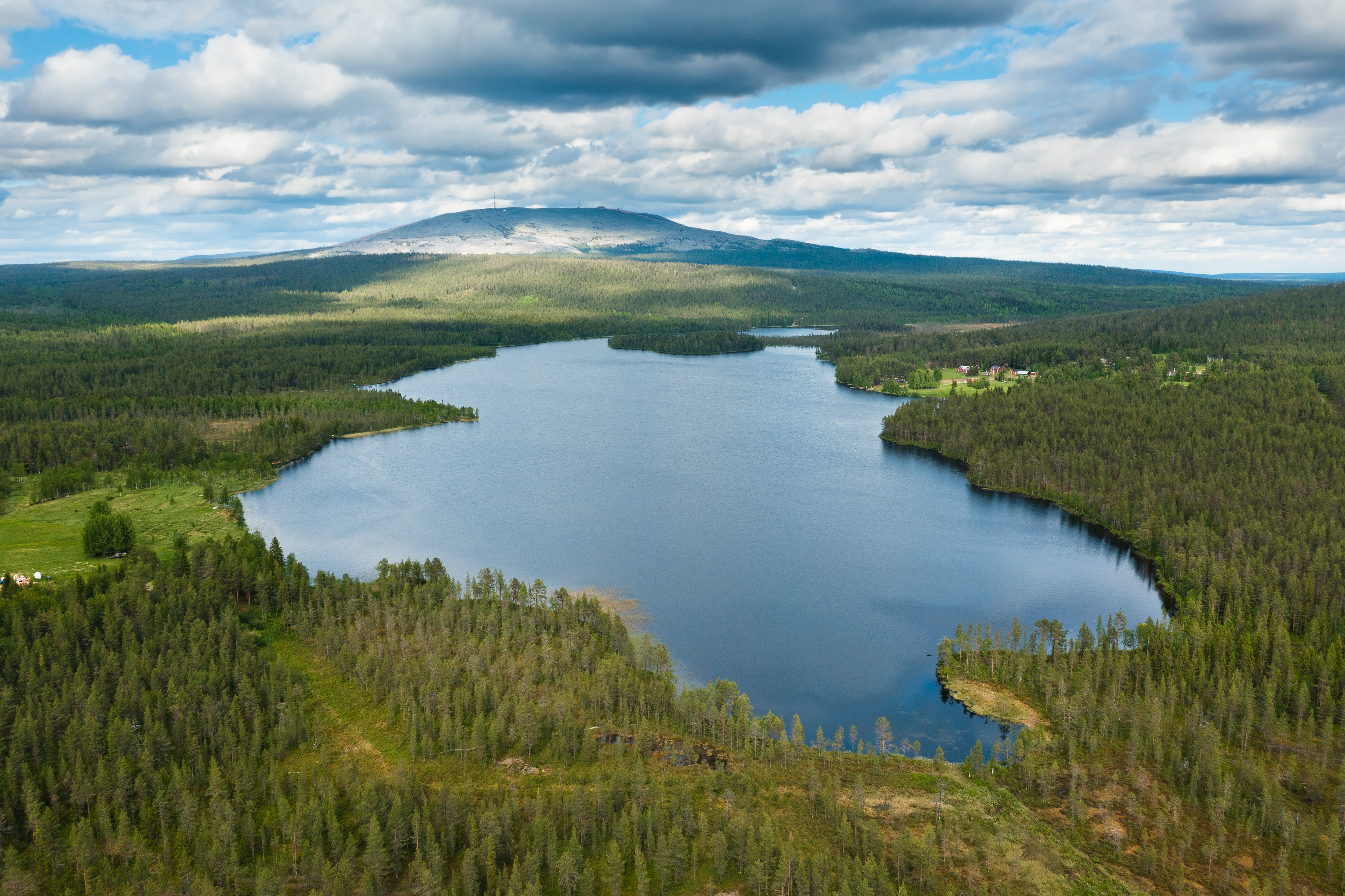
Luosujärvi.
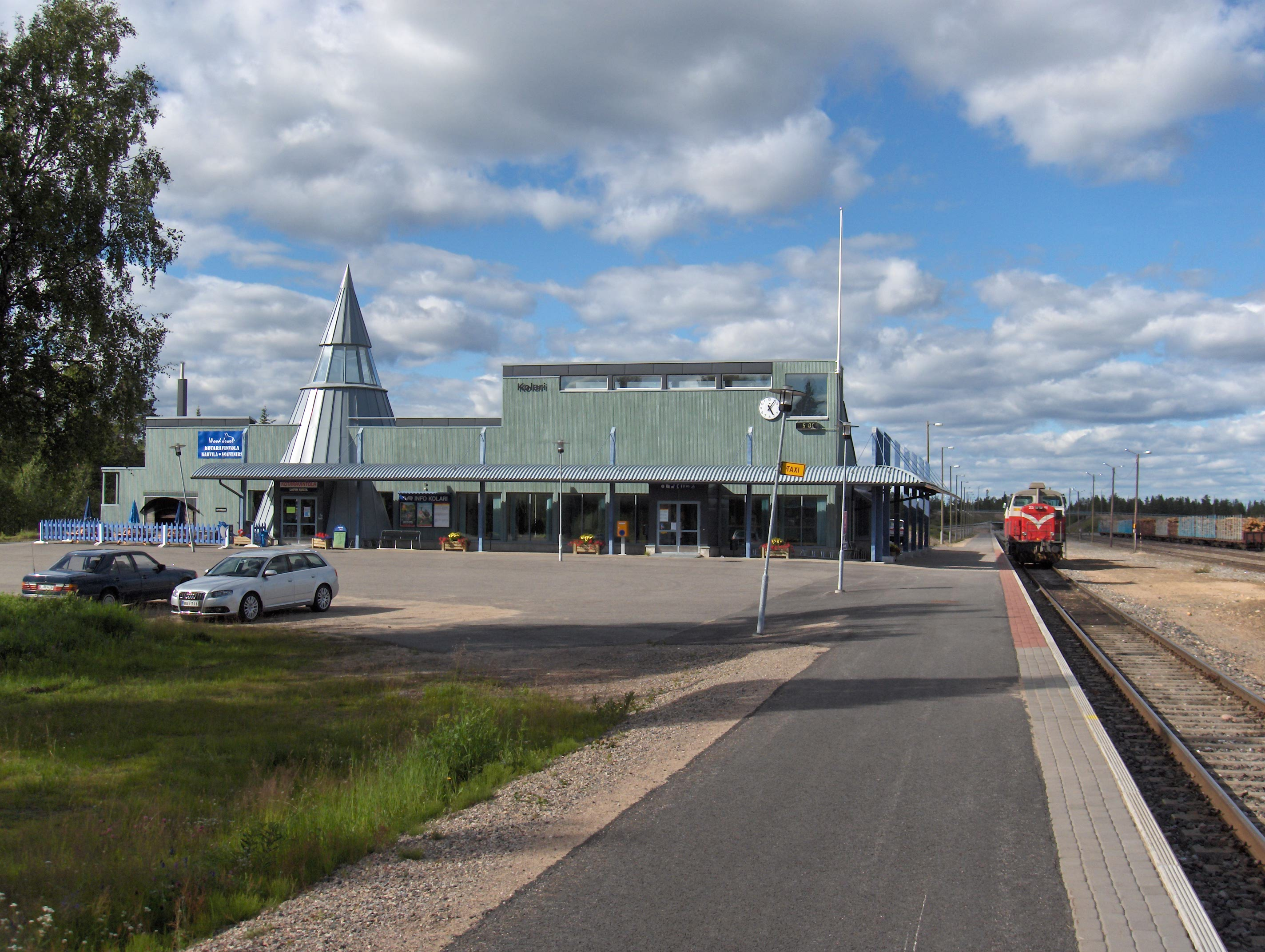
La gare ferroviaire de Kolari.
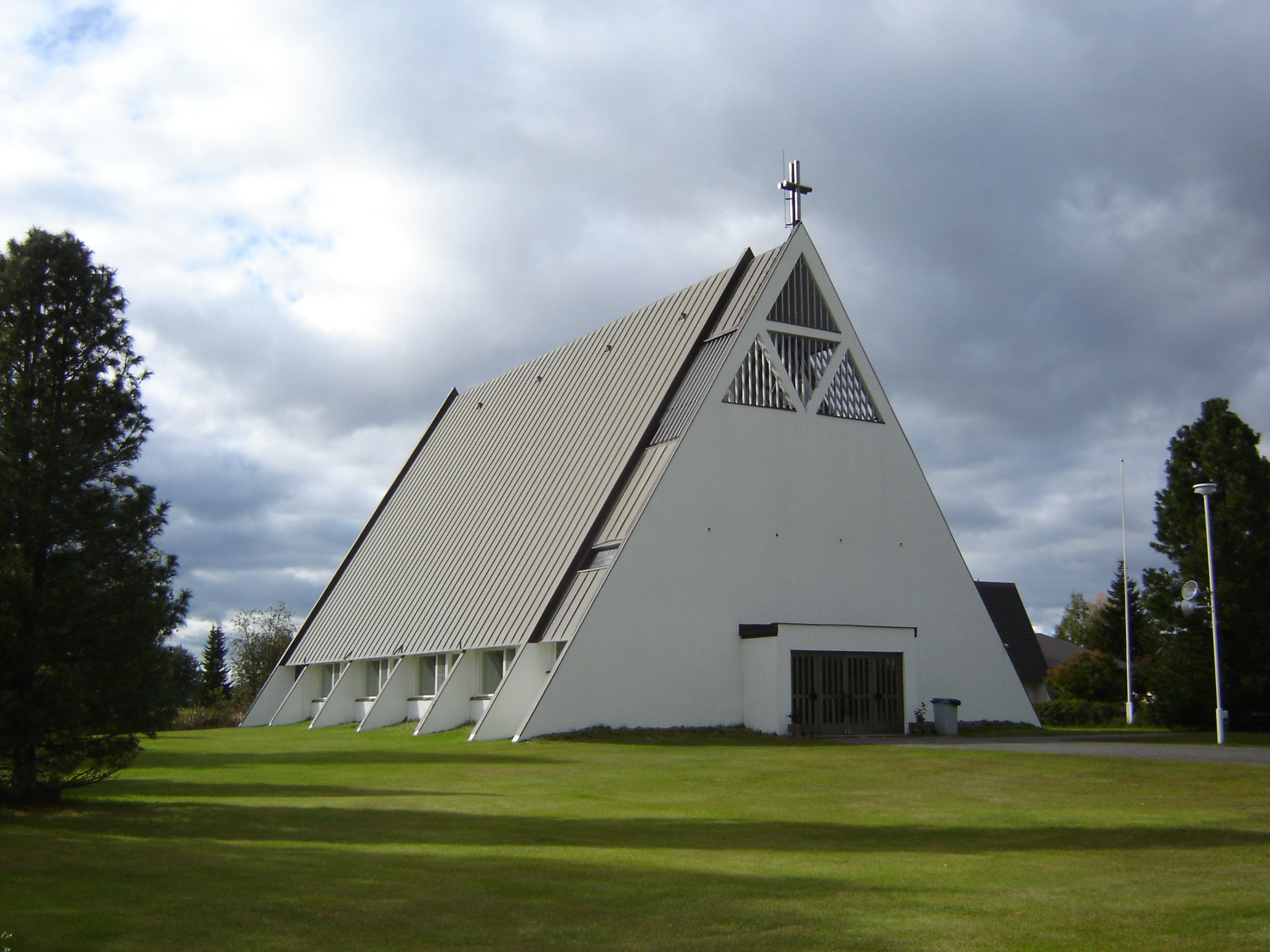
L'église de Kolari.
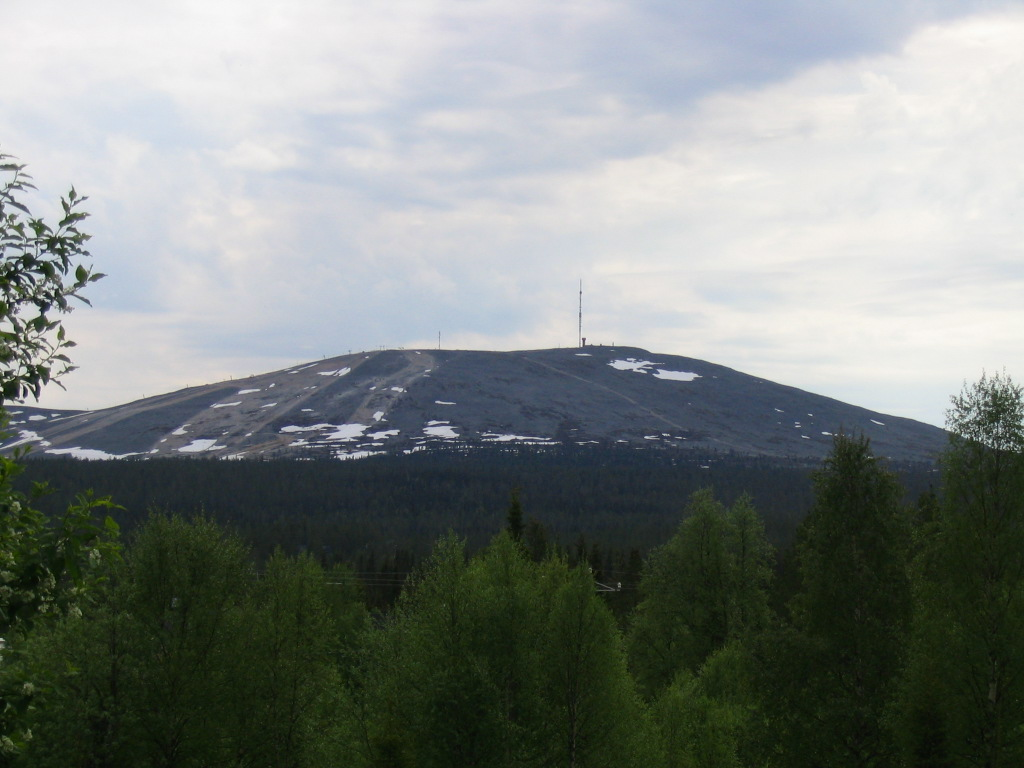
L'Yllästunturi.